# Æðey
Æðey (dt. „Eider-Insel“) ist eine Insel im Nordwesten von Island. Sie befindet sich im nordöstlichen Teil des großen Fjordes Ísafjarðardjúp und liegt dem Küstenstrich Snæfjallaströnd vorgelagert.
Æðey ist 2,2 km lang und 0,8 km breit. Mit einer Fläche von 1,26 km² ist sie die größte Insel im Fjord. An ihrer höchsten Stelle ragt sie 34 m über die Meeresoberfläche. Die Insel war seit dem Mittelalter besiedelt und auch heute noch befindet sich ein Hof auf ihr.
Ähnlich wie die nahe dem Südufer des Djúp gelegenen Insel Vigur, ist auch diese Insel ein Vogelparadies. Man findet hier vor allem viele Brutplätze der Eiderenten und daraus bezieht die Insel auch ihren Namen. Die Bauern pflegen diese Brutplätze und beziehen beträchtliche Nebeneinnahmen aus dem Verkauf der Daunen. Daneben leben große Papageitaucher-Kolonien auf der Insel.
Seit 1946 befindet sich auch eine Wetterstation auf der Insel.
Im Sommer besteht eine regelmäßige Schiffsverbindung nach Ísafjörður.